# Cucina messinese
La cucina messinese si basa sul pesce ed i frutti di mare, sui dolci a base di mandorla, canditi e ricotta, oltre che sull'arte della gelateria, particolarmente apprezzata per le granite. Rispetto ad altre tradizioni culinarie siciliane, presenta influenze arabe di gran lunga minori. Per quanto riguarda la rosticceria, tra le specialità del cibo da "strada" va segnalato che gli arancini messinesi presentano una forma conica appuntita come nel resto della Sicilia orientale, ma un ripieno a base di ragù di carne con piselli, formaggio tenero e prosciutto o mortadella, avvolto da un involucro di riso normalmente preparato con il solo zafferano, ma talvolta anche con zafferano e sugo di pomodoro insieme.
La zona della città di Messina condivide molti piatti con la sponda calabrese dello Stretto, mentre la cucina della provincia fa maggiore utilizzo di carni e formaggi. Il rapporto con la cucina greca emerge anche dall'importanza dell'olio extravergine d'oliva, molto più utilizzato rispetto al resto della Sicilia, anche per cucinare le fritture. Nella zona dei Nebrodi, più legata alla pastorizia, sono presenti ben tre presìdi slow food, oltre al celebre Salame Sant'Angelo di Brolo: l'olio di Minuta, il Suino nero dei Nebrodi e la Provola dei Nebrodi.

## Cibo da "strada"
- Arancini
- Bomba e Bombettina
- Bombolone
- Calia e simenza

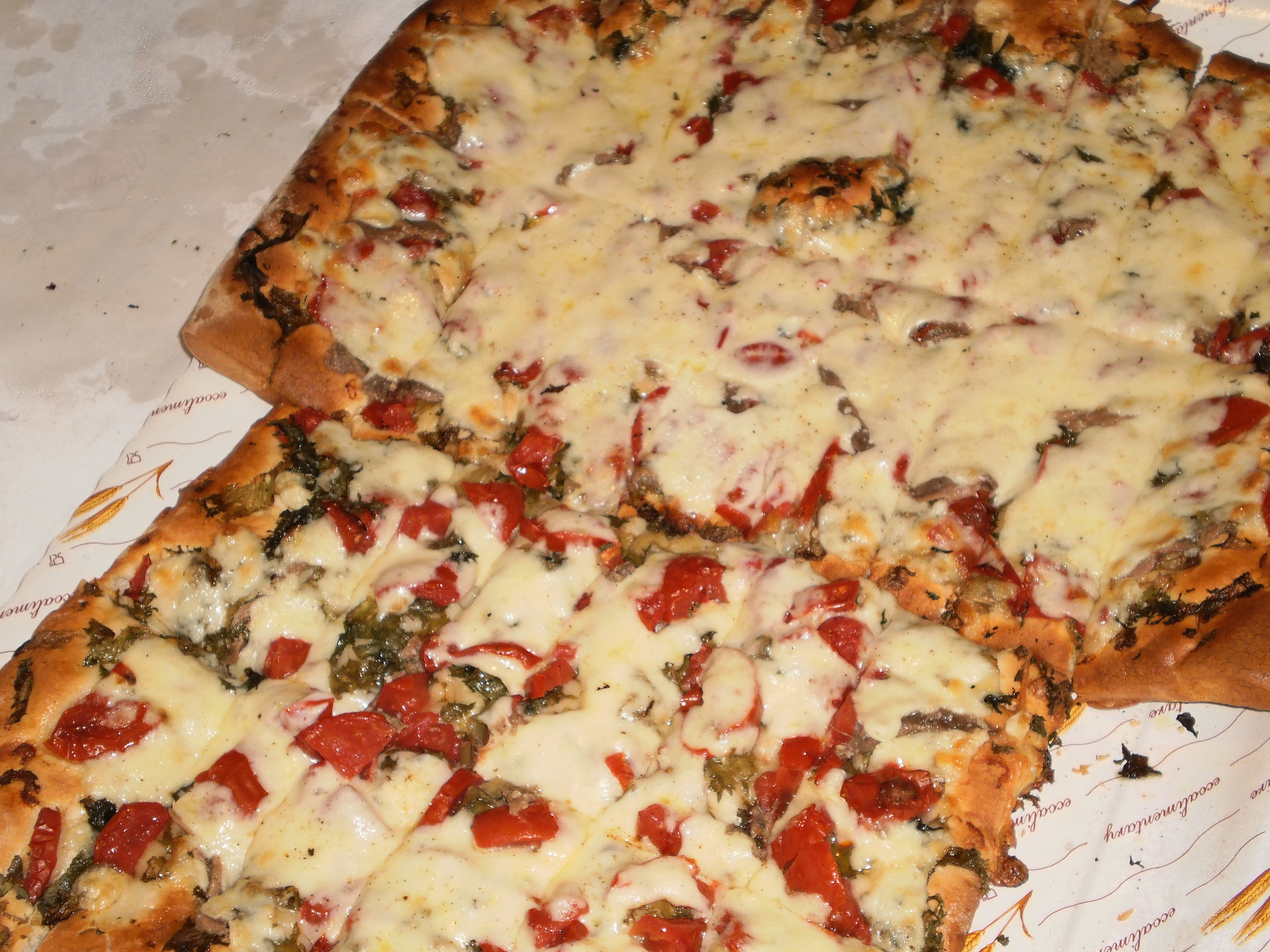
La focaccia messinese

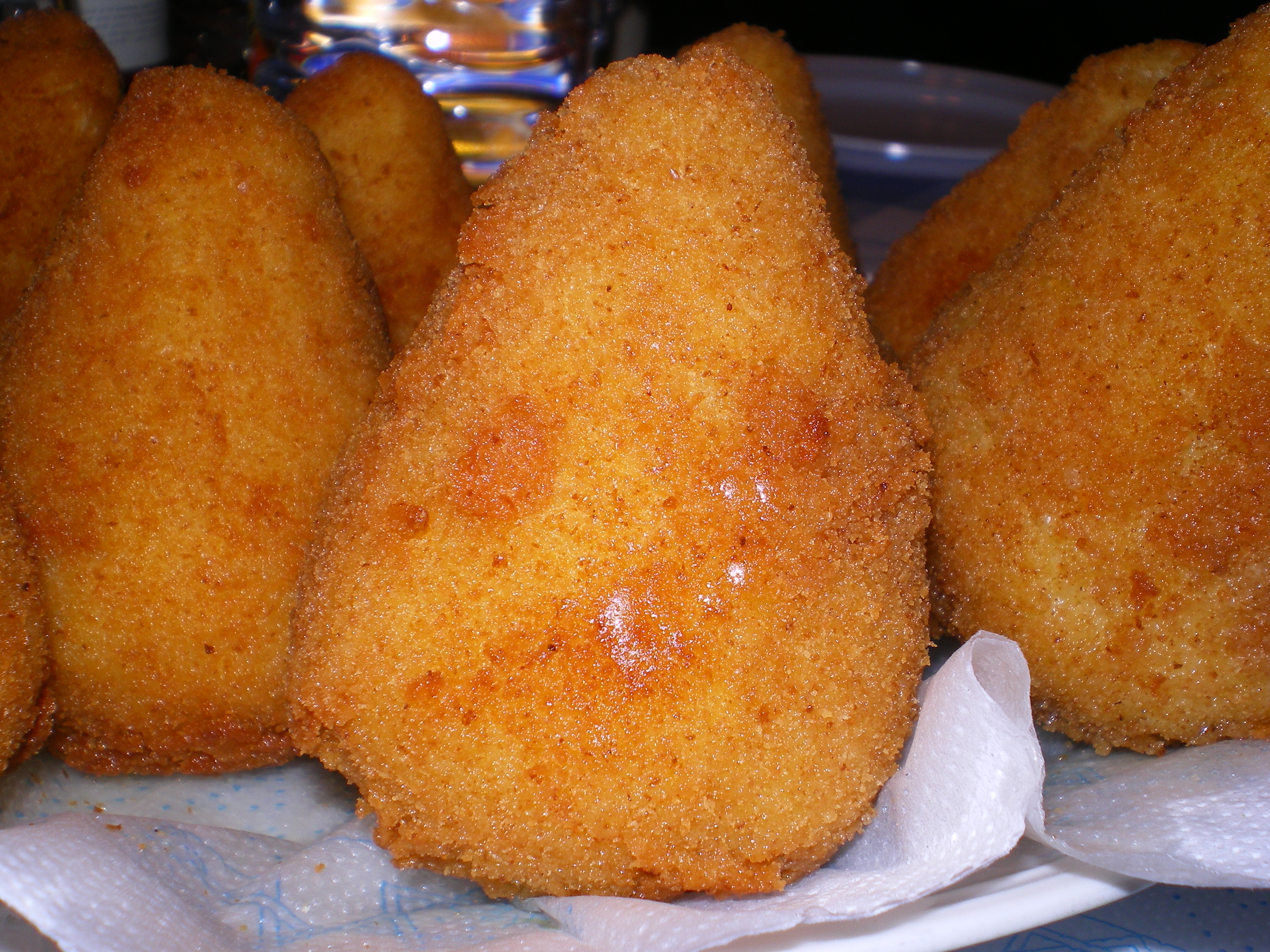
Arancini messinesi

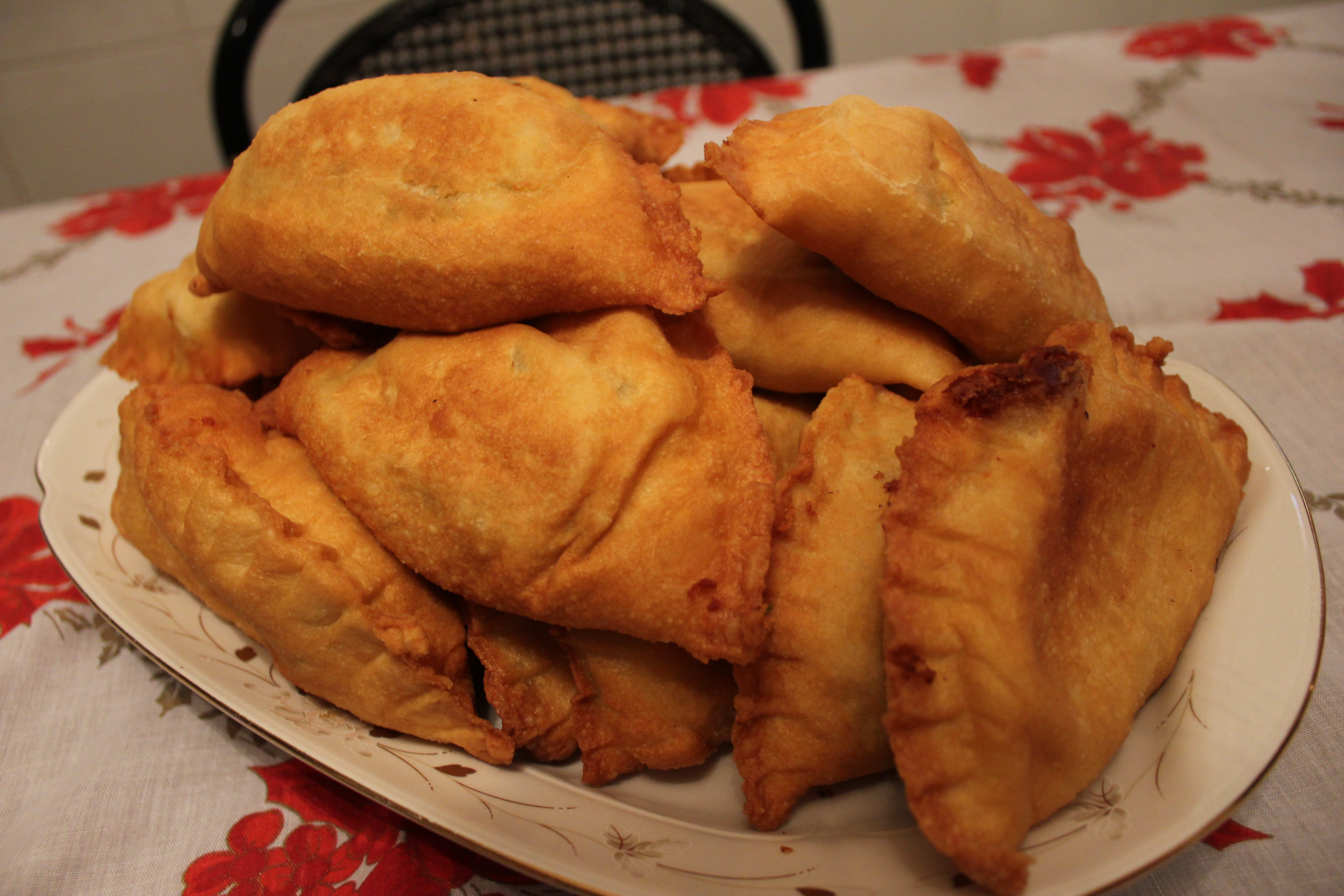
I pidoni o pitoni messinesi

- Caramella di formaggio e prosciutto
- Focaccia messinese
- Pidone (pituni, Calzone fritto)
- San Daniele
- Scacciata
- Scagliozzi (scagliozzi o sgagliozze, fette triangolari di Polenta fritta)
- Stigghiola
- Taioni (interiora di vitello arrostite)
- Virina (mammelle di mucca)

## Antipasti e contorni
- Caponata
- Cucunci di Lipari
- insalata pantesca
- Insalata di Pesce stocco
- Insalata di Polpo alla messinese
- Provola dei Nebrodi
- Salame Sant'Angelo di Brolo
- Salame San Marco

## Primi piatti
- Doppiette di Melanzane alla messinese (Involtini di maccheroni con melanzane e ricotta salata)
- Macco di Fave
- Pasta con le Alici
- Pasta con la mollica (Pasta ca muddhica)
- Pasta con le sarde alla messinese
- Pasta con cavolfiore alla messinese
- Pasta 'ncaciata (pasta al forno, diffusa in tutta la provincia ma tipica di Mistretta)
- Spaghetti al tonno alla messinese

## Secondi piatti
- Agnello alla messinese
- Baccalà alla messinese
- Braciolette alla messinese (braciole o braccialetti o braciuleddi)
- Costardelle fritte
- Frittelle di neonata (Novellame)
- Cozze alla messinese
- Falsomagro
- Filetto di vitello alla messinese
- Ghiotta
- Impanata di Pesce spada
- Involtini di Pesce spada alla messinese
- Pesce spada alla ghiotta (pesce spada a ghiotta)
- Pesce Spatola
- Polpette di baccalà
- Sciusceddu alla messinese
- Stocco alla ghiotta
- Stuppateddi (Chiocciole) alla messinese
- Sarde a beccafico alla messinese

## Dolci

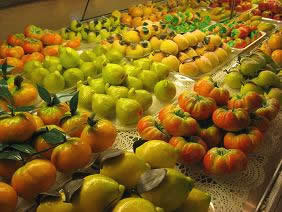
Frutta di Martorana

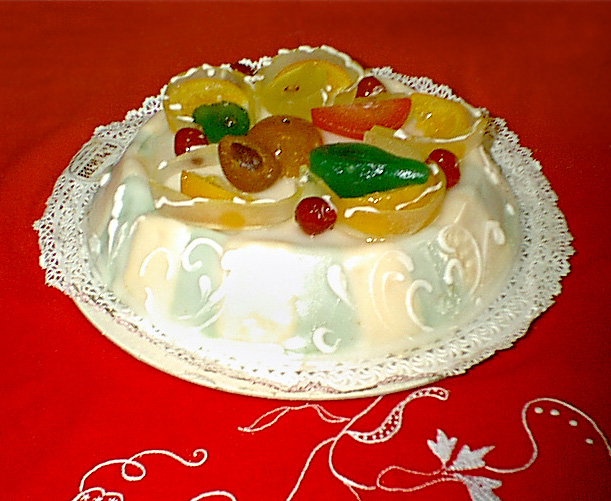
Cassata

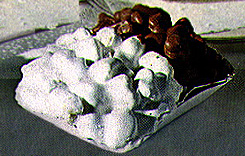
Pignolata messinese

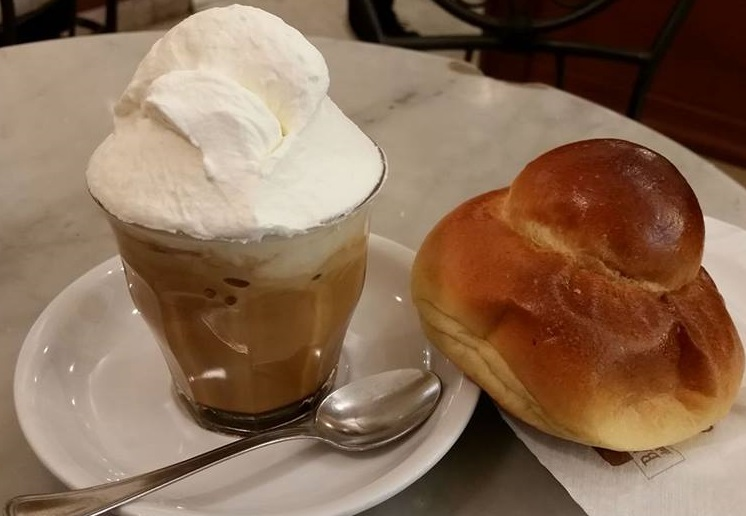
Granita caffè e panna nel messinese

- Balò di ricotta (panzerotto fritto ripieno di ricotta di pecora)
- Bianco e nero (simile al profitterol)
- Bocconetto (Bocconetto, dolce da forno a base di Zucca, tipico di Sant'Angelo di Brolo)
- Cannoli (cannoli - anche nella variante con crema scura di ricotta e cioccolato)
- Cassata (meno dolce di quella palermitana)
- Cuddura cu l'ova
- Frutta di Martorana
- Granita
- Nipitiddata (dolce di Natale a base di Pastafrolla con fichi secchi, mandorle intere, canditi, cannella, cacao e talvolta vino cotto)
- Latte dolce fritto
- Nzuddi
- Pane di cena
- Pasta reale di Mistretta
- Pasta squadrata
- Pasticciotti (dolci con carne tipici di Patti)
- Pecorella di pasta di mandorla
- Pesche dolci alla messinese
- Pignolata al miele
- Pignolata glassata
- Piparelli messinesi (simili ai Cantucci alla mandorla)
- Riso nero
- Sfingi di carnevale alla messinese
- Sfingi di zucca gialla
- Sfincioni
- Sospiri di monaca alla messinese
- Spicchiteddi (Biscotti natalizi speziati con chiodi di garofano e cannella, tipici delle Eolie)
- Stella di Natale (con Pasta di mandorla e cedro candito; talvolta preparata anche con lo stesso ripieno della nipitiddata)
- Torciglione messinese (dolce fritto o al forno a base di pasta brioche, farcito con crema di ricotta e gocce di cioccolato, oppure con crema pasticcera o crema di cioccolato)
- Torrone gelato
- Vastidduzze (biscotti Eolie con uvetta e mandorla, tipici della festa di San Giuseppe)
- Viennesi (dolci di pasta brioche, dalla forma oblunga, farciti con crema pasticcera e imbevuti di Rhum)
- Zeppole di riso
- Zuccherate (zuccarati - biscotti ricoperti di Sesamo)